# Théodelinde của Leuchtenberg
Théodelinde của Leuchtenberg (13 tháng 04 năm 1814 - 01 tháng 04 năm 1857), là một Công nữ người Pháp-Đức và là Bá tước phu nhân xứ Württemberg sau khi kết hôn với Wilhelm xứ Württemberg. Théodelinde là người con thứ 5 và là con gái thứ 4 của Phó vương Ý Eugène de Beauharnais và Vương nữ Auguste của Bayern.
Thông qua cha, bà là cháu nội của Tử tước Alexandre de Beauharnais và Joséphine de Beauharnais, là vợ đầu tiên của tướng Napoleon Bonaparte, và sau trở thành Hoàng hậu đầu tiên của Đệ Nhất Đế chế Pháp. Cũng thông qua cha mình, bà gọi Vương hậu Hortense của Vương quốc Holland là cô ruột và vì thế mà Hoàng đế Napoleon III trở thành em họ của Théodelinde. Thông qua mẹ,Công nữ là cháu ngoại của Quốc vương Maximilian I Joseph của Bayern.
Các anh chị em ruột của Théodelinde được gả vào các vương thất cao quý của châu Âu thời bấy giờ. Trong đó người chị cả Joséphine xứ Leuchtenberg trở thành vương hậu của Thụy Điển và Na Uy, người chị thứ hai là Amélie xứ Leuchtenberg trở thành Hoàng hậu của Đế quốc Brasil, người anh trai lớn là Auguste, Công tước xứ Leuchtenberg kết hôn với Nữ vương Maria II của Vương quốc Bồ Đào Nha. Trong khi đó, người em trai út, Maximilian xứ Leuchtenberg trở thành con rể của Vương tộc Romanov - Đế quốc Nga.